# حملة سيلفيو سانتوس الرئاسية 1989

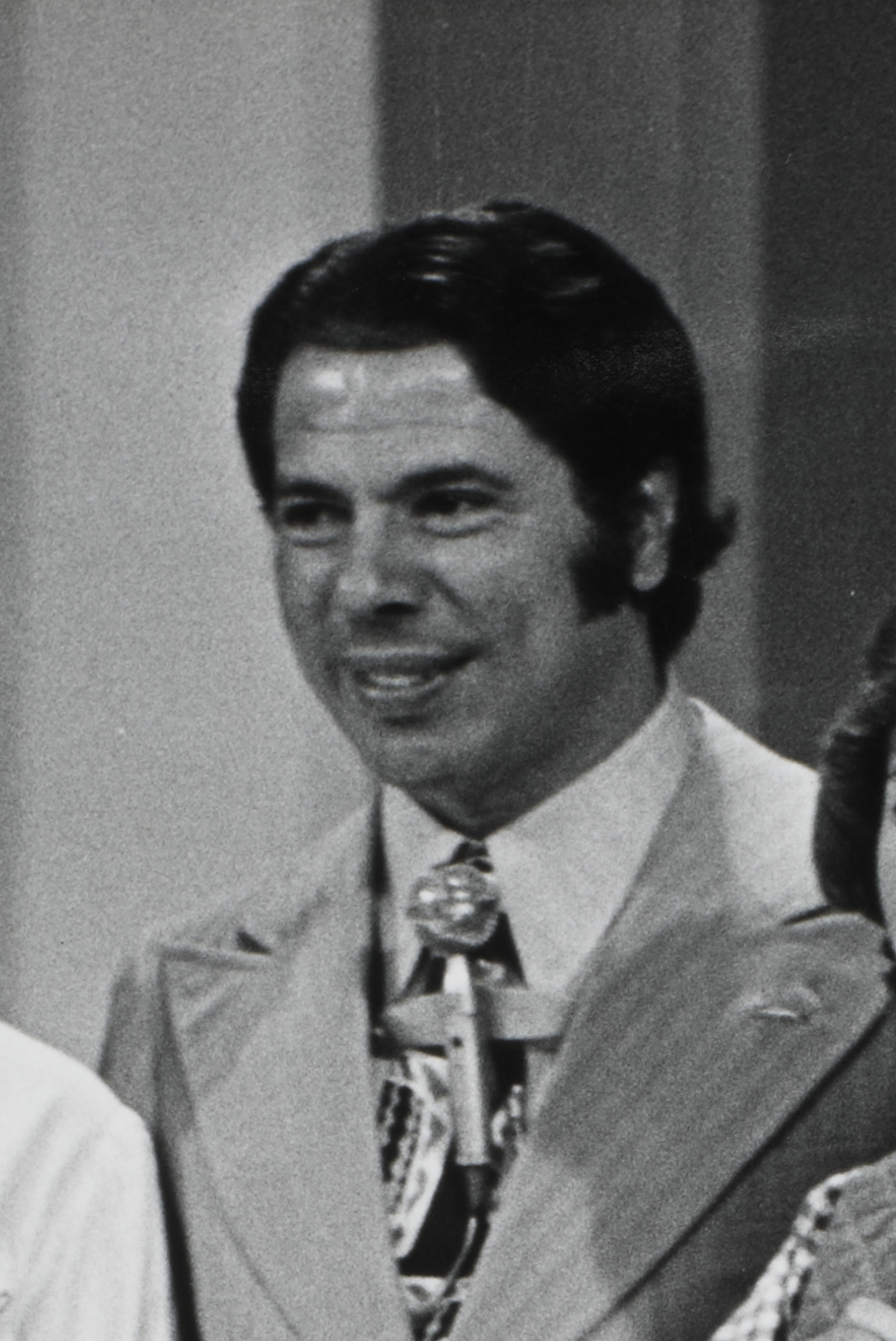
سيلفيو سانتوس عام 1972.

حملة سيلفيو سانتوس الرئاسية 1989 تم إطلاقها رسميًا في 31 أكتوبر 1989 من قبل الحزب البلدي البرازيلي، بعد اجتماع مع زميله في الترشح ماركونديس جادلديا وأعضاء مجلس الشيوخ الآخرين من الحزب. في الاجتماع وافق المرشح أرماندو كورييا على أن يحل محله سيلفيو سانتوس، الذي كان معروفًا بالفعل في التلفزيون البرازيلي، وكان قد ترشح لمنصب رئيس بلدية ساو باولو في العام السابق. قبل الاجتماع حاول سيلفيو أيضًا الترشح لحزب الجبهة الليبرالية والحزب الليبرالي.
وكان لإعلان ترشيحه تداعيات كبيرة وانتقده عدد من المرشحين وظهر في الصحف العالمية. وأظهرت استطلاعات الرأي أن سيلفيو يتفوق في الأداء على المرشح الذي كان حتى ذلك الحين في المقدمة فرناندو كولور. منذ ذلك الحين كانت هناك طلبات لعزل الترشح، بالإضافة إلى مطالب باستبعاد حزب سيلفيو. في 9 نوفمبر 1989 اعتبرت المحكمة العليا للانتخابات بالإجماع الحزب غير قانوني وترشيح سيلفيو باطل.

## الإرث
أظهرت الاستطلاعات في ذلك الوقت نسبة موافقة بنسبة 30٪ لسيلفيو. ومع ذلك مع رفض طلب تسجيل مرشحي الحزب البلدي، عاد الخلاف إلى المستوى السابق مع تقدم فرناندو كولور أيضًا بنسبة 30٪ يليه لولا وبريزولا بحوالي 15٪. وكان الفائز في الجولة الأولى كولور بنسبة 30.47٪ من الأصوات، يليه لولا بنسبة 17.18٪. وحصل كورييا على 0.01٪ من الأصوات. فاز كولور بالجولة الثانية بنسبة 53.03٪ ولولا على 46.97٪.
كتب جادليا عن الترشح في كتاب «حلم الاختطاف: سيلفيو سانتوس والحملة الرئاسية عام 1989». يجادل المؤلف بأن نقض الحزب البلدي كان مؤامرة سياسية، لأنه كان يُخشى أن يتم انتخاب سيلفيو بشكل صحيح في الجولة الأولى. وأعلن أنه كان بإمكان المرشح أن «ينقذ البرازيل» من الأزمة السياسية التي حرضت بفوز كولور: «كان سيكون ثوريًا في الحكومة». بعد فشل الترشح ترشح سيلفيو لمنصب عمدة ساو باولو في عام 1992، لكن الحزب اعتُبر أيضًا غير قانوني. أعلن جادليا أنه في عام 2005 سعى المرشح لمحاولة جعله يترشح للرئاسة مرة أخرى، لكن سيلفيو نفى ذلك وأجاب: «تعال إلى فندقي في غواروجا، سنتحدث عن كل شيء في العالم. لكن السياسة لن تتكرر مرة أخرى أبدًا».